# Altvioolconcert (Aho)
Kalevi Aho voltooide zijn Altvioolconcert in 2006. Het maakt deel uit van het drieluik Boek der vragen. Altvioolconcert en Symfonie nr. 14.
Het altvioolconcert is geschreven voor Anna Kreetta Gribaicevic, voormalig altist van het Symfonieorkest van Lahti. De componist zag zich in twee zaken beperkt. Ten eerste kon het werk niet te lang worden; het moest samen met Boek der vragen voor de pauze van een concert gespeeld kunnen worden. Ten tweede kon hij geen brede orkestratie toepassen; het orkest van dienst zou het Kamerorkest van Lapland zijn, ongeveer 25 man/vrouw groot. Een ander onderwerp wat meetelde dat alle orkestleden moesten meespelen. Aho schreef een relatief kort concerto dat achter elkaar doorgespeeld wordt. Er zijn diverse tempoverschillen te horen:
- maatslag 58, presto, maatslag 76, cadens, allegretto.

Overigens moeten bij een ideale uitvoering de solisten het volledige programma van voor de pauze bijwonen. De solisten waaronder zangeres van Boek der vragen, krijgen pas applaus op het moment dat de pauze aanbreekt. Alhoewel het de bedoeling is het complete drieluik uit te voeren, blijkt de praktijk anders; ook dit werk werd vaker als los werk gespeeld dan in samenhang met de andere. In 2013 maakt het werk een “tournee” door Duitsland.
Aho schreef het voor:
- altviool (solist)
- 1 dwarsfluit, 1 hobo, 1  klarinetten, 1 fagot
- 1 hoorns
- 1  man/vrouw percussie
- 5  eerste violen, 4 tweede violen, 3 altviolen, 3 celli, 1 contrabassen

## Discografie
- Uitgave BIS Records: Anna Kreetta Gribajcevic, Kamerorkest van Lapland, John Storgårds uit november 2007 in Rovaniemi